# Чаплинский, Владимир Владимирович
Владимир Владимирович Чаплинский  (укр. Володимир Володимирович Чаплінський, 13 января 1970, Степок, Житомирская область — 20 февраля 2014, Киев) — активист Евромайдана, Герой Украины (2014, посмертно).

## Биография
Родился в 1970 году. Был на Майдане с самого начала.

## Память
Прощание с погибшим состоялось 22 февраля в 12:30 возле Дома Культуры в Обухове на Песчаной.
Также во время прощания прозвучало предложение о переименовании одной из улиц Обухова в честь Владимира Чаплинского.

### Награды
- Звание Герой Украины с вручением ордена «Золотая Звезда» (21 ноября 2014, посмертно) — за гражданское мужество, патриотизм, героическое отстаивание конституционных принципов демократии, прав и свобод человека, самоотверженное служение Украинскому народу, обнаруженные во время Революции достоинства[2]
- Медаль «За жертвенность и любовь к Украине» (УПЦ КП, июнь 2015) (посмертно)[3]